# ریم کریسی
ریم کریسی (فرانسوی: Reem Kherici‎؛ زادهٔ ۱۳ فوریهٔ ۱۹۸۳) بازیگر، کارگردان، فیلم‌نامه‌نویس اهل فرانسه است. وی از سال ۲۰۰۳ میلادی تاکنون مشغول فعالیت بوده‌است.
از فیلم‌ها یا برنامه‌های تلویزیونی که وی در آنها نقش داشته‌است می‌توان بهکلمبیانا و او. اس. اس ۱۱۷: گمشده در ریو اشاره کرد.